# ともちゃん家の5時
『ともちゃん家の5時』（ともちゃんちのごじ）は、1999年10月から2010年3月まで山梨放送で毎週土曜日に生放送されていた情報バラエティ番組。
小学生の「ともちゃん」「なおくん」とその家族が山梨県内のグルメ情報やおすすめスポット情報などを紹介。2005年10月1日に放送300回目を迎えた。
2009年3月までは17:00 - 18:00に放送されていたが、同年4月に『NNN Newsリアルタイムサタデー』が30分繰り上げで17:30開始となったことから、本番組の放送時間もそれに合わせて16:30 - 17:30になったが、番組タイトルに変更は無かった。ナイター中継が18:30から放送される場合など、その日の編成によっては放送時間が1時間30分 - 30分ほど前に変更されることもある。その場合でも番組タイトルは『ともちゃん家の5時』のままだった。
2008年日本民間放送連盟賞「特別表彰部門・青少年向け番組」最優秀賞受賞

## 出演者

### 北口家
ともちゃん家の設定上の苗字は北口（きたぐち）。番組中に使用される地図の中に山梨放送（山梨文化会館）が含まれていると、その場所がともちゃん家（北口家）であるとされることがある。ともちゃん、なおくんは一般人のため本名は公開されていない。
ともちゃん、なおくんの募集は2年6か月ごとに行なわれていた。そのため、今までのともちゃん、なおくんは2年6か月間出演して番組を卒業している。ただし、初代のなおくんは5年間出演し、4代目ともちゃんと3代目なおくんは3年間出演した。末期のともちゃん、なおくんの出演は2007年4月7日から。父、母、祖父、祖母の出演は同年10月6日から。
- ともちゃん - 一般公募。終了時4代目、設定上は北口家の長女。いつも元気な中学1年生。
- なおくん - 一般公募。終了時3代目で、設定上は北口家の長男でともちゃんの弟。腕白盛りの小学4年生。
- 父・しんご（風見しんご） - 設定上はともちゃんの父。
- 母・まみ（高橋真美） - 設定上はともちゃんの母。
- 祖父・しんじ（牧伸二） - 設定上はともちゃんの祖父。
- 祖母・みさお（佐野操） - 俳優でもタレントでもなく、山梨県内に住んでいる一般人。ただし、一般公募ではなかった。設定上はともちゃんの祖母。
- フロア犬 - 画面に写る可能性のあるスタッフはこの着ぐるみを着用していることが多かった。黒板の移動時などに北口家の後ろにさりげなく登場したり、ごく稀に自ら取材に出かけて取材映像にも登場したりしていた。設定上は北口家の飼い犬で、犬小屋に書かれている名前は「フロア」。番組ウェブサイトでは独立したコーナーを持っていた。2006年2月11日放送分ではCM明けの提供表示の後ろでふたりのフロア犬が登場し、片方がバレンタインチョコをもう一方に渡していた。2007年10月の番組リニューアル時にイラストのフロア犬は現在のデザインになった。山梨放送のメールマガジン『YBSクラブ』では、携帯電話用の壁紙が配信されていた。

### 山梨放送アナウンサー
レギュラーは次の通り。
- 原香緒里 (進行役、2007年7月7日から)
- 櫻井和明（中継担当、2008年3月まではVTRナレーション担当）
- 酒井康宜（VTRナレーション担当、2005年3月までは中継担当）

以下のアナウンサーはテーマによってもしくは代理として出演することがあった。
- 浅川初美（特別企画、一部VTRナレーション担当）
- 中込真理子（提供読み担当）
- 前田真宏（特別企画担当、元中継担当、2005年10月8日、2006年11月25日代理でVTRナレーション担当）
- 石河茉美（2006年9月16日） - 植田有紀子の代理で出演。

## 途中降板した出演者

### 北口家（1999年10月 - 2007年9月29日）
- 父・いっけい（小島一慶） - 博識。パチンコが趣味。婿養子という設定。
- 母・ゆきこ（清水由貴子） - 朗らかだが大雑把な性格。
- 祖父・みつぞう（石井光三） - とにかく大きな声。元気の秘訣は美味い物を食べること。2005年に一時期病気で入院していたことがある（病院から電話で登場したこともある）。
- 祖母・ふみこ（後藤芙美子） - 俳優でもタレントでもなく、山梨県の郡内地方に住んでいる一般人。ただし、一般公募ではなかった。番組中に演者名は表示されなかったが、山梨日日新聞に掲載されるこの番組の広告には演者名が掲載されていた。

### 山梨放送アナウンサー
- 富田智美（進行役、1999年10月 - 2007年6月30日） - この番組がきっかけで「トミー」のニックネームで親しまれるようになった。
- 植田有紀子（中継担当、2005年4月 - 2008年3月29日）

番組開始当初中継担当は櫻井・前田・酒井の3人の持ち回りだった。

## 放送末期のコーナー一覧

### ぐるぐる幼稚園保育園めぐり
番組冒頭に行われていたコーナーで、県内の幼稚園や保育園の紹介と園児たち（クラス単位）に「ともちゃん家の5時、始まるよ!」と言ってもらっていた。2007年10月のリニューアル以前のタイトルコールをそのまま引き継いだコーナー。リニューアル前の2005年10月22日放送分では、東海大甲府高の村中恭兵投手（同年のプロ野球ドラフト会議でヤクルトスワローズに1巡目指名された）など、園児以外がタイトルコールをする場合もあった。
2007年10月6日放送分からは、番組リニューアルによって番組タイトルのCG・タイトルロゴ・BGMが変更されていた。

### 特集
番組のメインコーナー。各回のテーマに沿って進行していく。食べ物の特集が圧倒的に多い。
回によっては、「山梨県民が選ぶ○○グランプリ」などと題して県民が投票したお薦めの場所・店を紹介することがあった。その際には数回前の放送で告知をし、視聴者からの投票を受け付けていた。投票は山梨県内の場所・店には限られていないことがほとんどなので、近県の場所・店が紹介されることもあった。
紹介した店の情報（定休日や場所など）は、VTRの最後やスタジオで出演者がその店について話しているときに画面下部に表示される。2007年9月までは進行役のアナウンサーがフリップを持って詳しく解説していた。
2006年3月4日放送分では「音楽を10倍楽しむ方法」と題し、青島広志を招いた。青島が山梨放送の番組に出演するのは、『ゆうひのジャングル』に続いてこれが2回目である。

### 原ゴノミCHECK
特集で取り上げた内容の一部を原が詳しく解説するコーナー。番組リニューアル前に実施していた「ハラハラのドキドキ大調査」の後コーナー。

### ともちゃん家のもっと山梨
山梨県の各地（平成の大合併前の旧市町村単位）をピックアップし、その地域の住人にその地域のお薦め、自慢などを聞くコーナー。内容は『1億人の大質問!?笑ってコラえて!』の「日本列島ダーツの旅」に近い。下記の中継コーナーと料理コーナーを内包することもあり、このコーナー自体が特集に内包されることもあった。

### 中継
山梨県内のお薦めスポットなどを中継担当者が紹介するコーナー。番組中に随時（大きく分けると3回）放送される。その回のテーマによってはそのテーマに関係のある場所を紹介することがある（テーマが「県民が選ぶ○○ランキング」のときは第1位になった場所を中継を交えて発表するなど）。
毎年8月に放送される『24時間テレビ 「愛は地球を救う」』開始前の回では、中継場所は山梨放送が『24時間テレビ』でローカル放送を行なうイベント会場になることが多く、内容も『24時間テレビ』の紹介になっていた。
中継設備等の関係で、このコーナーはハイビジョン撮影ではない場合があった。その場合、地上デジタル放送では左右に番組タイトルロゴなどが書かれたサイドパネルが表示されていた。このサイドパネルには主に黄色系統の色が使われていたが、中継場所によっては別の系統の色が使われることもあった（桜の名所からの中継ではピンク色など）。
- 1回目の中継では、主にその日の放送で紹介する店と場所を紹介。県民が選ぶ○○ランキングで第1位のお店、場所などを紹介するときには、担当者の周りにぼかしを入れたり、モザイクを掛けたりするなどして場所を分かりにくくしていた。
- 2回目の中継では、店や場所などを店長や管理者などとの会話を交えて紹介していた。
- 3回目の中継は番組エンディング中に行われ、中継した店と場所に関するちょっとした情報を紹介していた。以前は[いつ?]次回のテーマに関係した事柄を紹介していたこともある。

### 料理コーナー
特集や「ともちゃん家のもっと山梨」に登場した人を北口家に招いて料理を作ってもらうコーナー。コーナータイトルは放送回によって変わっていた。2007年9月までのコーナー名は「（一言＋）○○（料理名）を作っちゃおう！」通常、ともちゃん、なおくん、お母さん、お婆ちゃんが手伝いをする。お母さんが出演できない場合などには代わりにお父さんが手伝う。
調理中、おじいちゃんは番組セットに残っているが、お父さんは画面に映らない場所にいることがあった。また、お母さんなどが途中でおじいちゃんに一言話しかけることがあった。

### ともとしんじいちゃんのNEXT WEEK
エンディング後に行われていたコーナー。ともちゃんが次回放送予定のテーマを英語で紹介してから、おじいちゃんがウクレレを弾きながらテーマに関する歌を歌う。歌詞の最後は（やんなっちゃった節に近いメロディで）「あ〜ああ、見なくっちゃ。あ〜ああ、また来週」となることが多かった。
おじいちゃんの主演でない回ではコーナータイトルは「ともとしんごパパのNEXT WEEK」になり、おじいちゃんの代わりにお父さんが担当していた。その際に、お父さんはウクレレを弾いている真似をしながら歌っていた。

### とものときめきスマッシュ
ともちゃん（4代目）がときめいたものを直接見て、触れて伝えていたコーナー。コーナータイトルの「スマッシュ」は、ともちゃん（4代目）の特技の一つがテニスであることから名付けられた。このほか、なおくんがメインを務めるコーナーも放送された。

## 過去のコーナー

### とものとっても好奇心
ともちゃん（当時3代目）が各地に出向いて県内で注目の部活動や人気スポーツなどを体験するコーナー。卒業に伴い終了した。

### トミーの勝手に教養講座
トミーこと富田智美がその回のテーマに関係のある事柄について詳しく解説していたコーナー。元はカレー紹介のときの即席コーナーで、不定期に放送されていたが、現在では毎回放送されていた。スタジオ内の黒板にフリップを張り付けながら進行していく。第1回目の放送は2000年1月22日。進行中にお父さんに鋭いツッコミを入れられることが多かった。このコーナーでは富田は白衣と眼鏡を装着していたが、この衣装もコーナー開始当時には即席のもので、眼鏡は100円均一の老眼鏡のレンズを外したもの、白衣は山日YBSグループ（山梨文化会館）の医務室のものを使用していた。
ここで解説された内容は、8日後の日曜日の山梨日日新聞でも確認することができた。また、山梨放送の携帯サイト内にあった「トミーの新発見」でも要約された内容で確認できる場合があったが、富田のアナウンサー日記のような内容で書かれていることもあった。
また、山梨放送のフリーペーパー『kitaguchi』では、「トミーの勝手にデジタル教養講座」と題して地上デジタル放送に関する教養講座を連載していた。この記事にはともちゃん・なおくん（当時3代目・2代目）も写真で登場した。
2006年1月21日のハンバーグ特集の回は、ともちゃん・なおくん（3代目・2代目）のハンバーグ作りの進行に合わせる形で「トミーの勝手にミニ教養講座」として分割放送した。
2007年1月5日深夜に放送の『暗闇で逢いましょう』では、番組の枠を超えてほぼ全編でこのコーナーが放送された。富田が同番組に出演していたために実現した企画だが、北口家は登場しなかった。

### ハラハラのドキドキ大調査
原香緒里がその回のテーマに関係のある事柄について詳しく解説していたコーナー。「トミーの勝手に教養講座」の後コーナーとして2007年7月7日放送分から実施。
「トミーの勝手に教養講座」では黒板にフリップを貼り付けて紹介していたが、このコーナーではスタジオに設置されたディスプレイに図示を表示しながら紹介する。
番組開始から20 - 30分後に開始することが多かった。
原がコーナータイトルを叫んだ後に、おじいちゃんが紹介するテーマに関係する歌を歌うことが恒例となっていた。歌詞は毎回テーマに沿ったものに変えられていた。歌詞はお父さんが作詞することもあった。

### とものてんきにな〜れ
ともちゃんと進行役のアナウンサーが明日の天気を紹介する数5秒程度のコーナー。当初はエンディングの終了後に行われていたが、途中からエンディングの最後に行われるようになった。ともちゃんの鋭い発言で富田が返せなくなることがあった。
ともちゃん（当時3代目）が修学旅行で番組を休んだ2006年4月29日放送分では「なおのてんきにな〜れ」と題し、なおくん（当時2代目）が代役を務めた。

## 番組のセット
番組で使用されるセットは、畳が敷かれ、炬燵のある一般家庭の居間を模した物となっている。画面手前には縁側もあった。居間の窓から見える木の枝は、季節によって装飾が変わっていた（柿の木のようで、秋には柿の実が付いていた）。そして一家の背後には、YBSのマスコットキャラクタのモモオ・モモッチ・フルルのぬいぐるみや小物が置かれていた。
画面左側には大型のディスプレイが設置されていて、一部のコーナーで使用していた。大型ディスプレイのさらに手前、画面左側に立っている電柱には来週・再来週のテーマに合わせたポスターが貼られていて、番組開始時に少し、終了間際に画面左側に数秒映し出されていた。背景のディスプレイは、2006年7月1日放送分から山梨放送が正式に地上デジタル放送を開始したため、デジタル放送対応のディスプレイと交換された。
2007年7月7日放送分から掛軸などがあった場所に大型のディスプレイが設置されたため、周辺の装飾も変更された。それ以前に設置されていた掛け軸はおじいちゃんの直筆で、時々新しいものに掛け替えられていた。また、小型のディスプレイもセットから取り外された。
セットの一部には、季節に合わせてひな人形などが置かれていることがある。また、山梨放送が宣伝をしているイベントに関わる小物が置かれていることもある。

## データ放送
地上デジタル放送のデータ放送では、番組で紹介した店の情報や番組で作った料理のレシピなどを見ることができた。

## 備考・その他
- ともちゃん一家の設定上の苗字は「北口」（山梨放送の所在地が山梨県甲府市北口であるためと思われる）。
- 2005年3月までは、毎週月曜午前に番組の再放送が行われていた。提供を読み上げる部分には、冨田の「この番組は土曜日午後5時から放送しているともちゃん家の5時の再放送です」というアナウンスが入っていた。プレゼントコーナーは食品の一部を除いて木曜日締め切りだったため、この再放送を見た後でも応募が可能だった。再放送では「とものてんきにな〜れ」はカットされていた。
- 前述のとおり、番組は同年10月1日に放送300回を迎えたことから、これを記念して「祝い御膳」を3セット製作。視聴者にプレゼントされたが、これに対して1034通の応募があった。また、この回では初代・2代目ともちゃん、初代なおくんがVTRで登場した。
- 進行役のアナウンサーが番組中に使用していたパソコンのメーカー名や機種名の部分は、番組ロゴや山梨放送に関わる宣伝広告が印刷されたステッカーで隠されていることがあった。特に宣伝する事柄が無い場合には、同局のキャッチコピー「カナエルチカラ YBS」のステッカーで隠されていることが多かった。
- 2005年12月10日に山梨放送はJリーグ・J1・J2入れ替え戦（ヴァンフォーレ甲府がJ1初昇格を決めた試合）を15時から生中継しており、その放送時間を5分延長したため、同日の『ともちゃん家の5時』は放送時間を5分短縮。17:05 - 18:00の放送だった。同日の特集は「りんご」が予定されていたが、数日前に急遽「ヴァンフォーレ甲府の戦いの軌跡」に差し替えられた（「りんご」特集は翌週の17日に延期）。この回では、富田は私服ではなくVF甲府のユニフォームを着用していた。また、植田が担当していたラジオ番組『Yukko's POPSAT』（土曜 16:00 - 16:50、録音放送）がこの日に限り、ヴァンフォーレ甲府の状況を伝える関係で生放送を含んでいたため、植田による中継コーナーは無かった。代わりに前田による選手へのインタビューなどが放送された。
- ともちゃん・なおくんは、放送日に学校行事がある場合は行事の参加を優先させるため番組を休むことになっていた。2006年4月29日放送分ではともちゃん（当時3代目）が修学旅行のために番組を休んだが、オープニングで電話出演をした。同様に、同年8月12日放送分ではなおくん（当時2代目）が自然学校に参加するために番組を休んだ。ただし、両者ともにロケVTRには登場した。そして同年9月16日放送分では文化祭のため、ともちゃん（当時3代目）が番組を休んだ。4代目ともちゃんは2007年4月に修学旅行に行ったが、放送日と重ならなかったため、番組を休むことはなかった。
- 2006年8月12日放送分では石井光三も落雷の影響でJR中央線が運転を見合わせたため、番組開始に間に合わなかった。そのため、北口家4人で番組に参加した。ただし、放送開始時にはJR中央線の運転は再開されていたため、光三おじいちゃんはエンディングには間に合い、そこだけ出演した。番組上では、なおくん（当時2代目）を自然学校まで電車で送って行ったために帰って来られなかったと設定された。
- 同年6月に放送された山梨放送・テレビ山梨共同の地上デジタル放送開始を告知するCMには、両局の代表番組（2番組ずつ）の出演者が出演したが、YBSの代表番組であるこの番組からも北口家全員が出演した。また、このCMの前半では富田は「トミーの勝手に教養講座」で使用している衣装を着用していた。
- 同年7月29日、番組宣伝のためにともちゃん（当時3代目）と富田はラジオ番組の『ラヂウス』のエンディングに出演した。
- 同年10月7日放送分から番組で使用されるテロップが更新された。
- 2007年2月24日放送分では、富田が急性声帯炎に罹ったことから番組を休んだ。この回ではスタジオは植田有紀子が担当し、中継は櫻井和明が担当した。また、「トミーの勝手に教養講座」は「ゆっこ（植田の愛称）の勝手に教養講座」として放送した。
- 同年4月7日の放送分（4代目ともちゃん・3代目なおくんの初回出演日）では、清水由貴子が風邪で番組を休んだ。この日の料理コーナーのアシスタントは後藤芙美子のほか、小島一慶が務めた。なお、番組上では病院に行ったと設定された。
- 同年4月28日放送分では、オンエア中にフロア犬（スタッフ）が北口家に堂々と入っていたのが映っていた。
- 番組開始当初（1999年10月）の富田は入社6か月、2007年7月時点での原は入社3か月と、進行役として番組に加わったアナウンサーは2人ともその当時の新人である。
- 2010年3月27日放送の最終回では、歴代のともちゃんとなおくんが出演した。
- 2009年4月に清水が死去した際、同月25日の放送の最後に山梨放送名義で清水を追悼するテロップが流れた。番組終了後の2015年1月に石井が死去した際にも同月13日放送のYBSワイドニュースにて石井の訃報が当時の出演映像と共に伝えられた。
- 3代目ともちゃんは2014年の信玄公祭り「湖衣姫コンテスト」でグランプリを受賞。2015年3月30日放送の『やまなし元気ナビi』では、当時YBSアナウンサーだった土谷映未（現：セント・フォース所属）と共演した。